# Noturus lachneri
Noturus lachneri is een straalvinnige vissensoort uit de familie van de Noord-Amerikaanse katvissen (Ictaluridae). De wetenschappelijke naam van de soort is voor het eerst geldig gepubliceerd in 1969 door Taylor.